# Жан VI д'Омон
Жан VI д'Омон (*Jean VI d'Aumont, 1522 —†19 серпня 1595) — французький аристократ, військовий діяч часів Релігійних воєн, граф Шатору, барон Естрабон .

## Життєпис
Походив з заможного шампанського роду Омонів. Військову кар'єру розпочав за правління короля Франциска I. Втім лише у 1555 році стає капітаном кавалерії. на цій посаді у 1556 році під орудою маршала Шарля де Коссе воював проти іспанців у П'ємонті. У 1557 році проявив себе у битві при Сен-Квентині, де отримав поранення.
З початком Релігійних війн став на бік католиків. Відзначився у битвах з гугенотами при Дре у 1562 році, Монконтурі у 1569 році, при облозі Ла-Рошелі у 1573 році. За вірність короні Жан д'Омон стає кавалером ордену Святого Духа та маршалом у 1579 році.
Надалі також з успіхом воює проти протестантів, зокрема у битві при Фонтене-ле-Конт у 1587 році. У 1589 році одним з перших перейшов на бік нового короля Генріха Бурбона. Того ж року отримує посаду губернатора Шампані. Звитяжив у битві при Арке у 1589 році та у битві при Іврі у 1590 році. Після цього сприяє облозі Парижу.
У 1592 році бере участь у битві при Краоні, згодом за дорученням короля Генріха IV захоплює Майєн, втихомирює провінцію Мен. У 1593 році рушив до Бретані, щоб привести цю провінцію до присяги королю. Йому вдалося підкорити її східну частину, проте 19 серпня 1595 року при облозі замку Компер Жан д'Омон отримав смертельне поранення й того ж дня помер.